# AJ Auxerre
AJ Auxerre är en fransk fotbollsklubb i Auxerre i Burgund. Klubben åkte efter 32 raka säsonger i högsta divisionen ur den 2011/2012 och spelar sedan dess i Ligue 2.
Auxerre har fått fram flera egna produkter som har tagit det klivet ut i Europa, som till exempel Philippe Mexès, Bacary Sagna, Djibril Cissé, Olivier Kapo, Younes Kaboul och Abou Diaby.